# (5958) Barrande
Pour les articles homonymes, voir Barrande.
(5958) Barrande est un astéroïde de la ceinture principale.

## Description
(5958) Barrande est un astéroïde de la ceinture principale. Il fut découvert le 29 janvier 1989 à l'Observatoire Kleť par Antonín Mrkos. Il présente une orbite caractérisée par un demi-grand axe de 2,35 UA, une excentricité de 0,13 et une inclinaison de 2,6° par rapport à l'écliptique.
Il est nommé d'après le géologue et paléontologue français Joachim Barrande (1799-1883).

## Compléments